# Красный Октябрь (Новодеревеньковский район)
Красный Октябрь — село в Новодеревеньковском районе Орловской области России. 
Входит в Глебовское сельское поселение в рамках организации местного самоуправления и в Глебовский сельсовет в рамках административно-территориального устройства.

## География
Расположено в 21 км к северо-востоку от райцентра, посёлка городского типа Хомутово, и в 113 км к востоку от центра города Орёл.

## Население
| 2002 | 2010 |
| ---- | ---- |
| 374  | ↘300 |

Согласно результатам переписи 2002 года, в национальной структуре населения русские составляли 98 % от жителей.